# Kalendarz sikorki
Kalendarz sikorki (ros. Синичкин календарь) – seria krótkometrażowych filmów animowanych w reżyserii Juliana Kaliszera powstała na podstawie opowiadań Witalija Biankiego.

## Serie
- Zima (1983)[1]
- Wiosna (1983)[2]
- Lato (1984)[3]
- Jesień (1984)[4]

## Wersja polska
Kalendarz sikorki: Lato
- Wersja polska: Studio Opracowań Filmów w Łodzi
- Reżyseria: Maria Horodecka
- Dialogi: Krystyna Kotecka
- Dźwięk: Elżbieta Matulewicz
- Montaż: Łucja Kryńska
- Kierownictwo produkcji: Bożena Dębowska

Źródło: